# 1225
| 1225               |
| ------------------ |
| Dødsfald - Fødsler |
|                    |

| Gregoriansk kalender | 1225 MCCXXV             |
| Ab urbe condita      | 1978                    |
| Armensk kalender     | 674 ԹՎ ՈՀԴ              |
| Kinesiske kalender   | 3921 – 3922 甲申 – 乙酉 |
| Etiopisk kalender    | 1217 – 1218             |
| Jødisk kalender      | 4985 – 4986             |
| Hindukalendere       |                         |
| - Vikram Samvat      | 1280 – 1281             |
| - Shaka Samvat       | 1147 – 1148             |
| - Kali Yuga          | 4326 – 4327             |
| Iransk kalender      | 603 – 604               |
| Islamisk kalender    | 622 – 623               |

Regent i Danmark: Valdemar Sejr 1202-1241, medkonge fra 1232 Erik Plovpenning
Se også 1225 (tal)

## Begivenheder
- Valdemar 2. Sejr løskøbes fra sit fangenskab (siden 1223) hos grev Henrik af Schwerin for 45.000 mark.

## Født
- Thomas Aquinas, italiensk teolog og filosof (død 1274).